# John Luk Jok
John Luk Jok (* 1951 oder 1952 in Akobo, Jonglei, Sudan; † 2. Juni 2020 ebenda, nun Südsudan) war ein südsudanesischer Politiker und Minister im Cabinet of South Sudan.

## Leben
Jok wurde 1952 in Akobo, Jonglei, geboren.
Er studierte an der Universität Khartum und an der London School of Economics and Political Science (1974–1983), wo er einen Bachelor of Laws und einen Master in Economics (Wirtschaft) erwarb.
Er gehörte der Sudanesischen Volksbefreiungsbewegung (SPLM) an. 1983 wurde er zum Deputy Spokesman of the SPLM/A in UK ernannt und behielt den Posten, bis er sich im August 1991 Riek Machar anschloss. Dann trennte er sich 1995 wieder von Machar und schloss sich der Fraktion von William Nyuon an.
Später kehrte er zur SPLM/A zurück und gehörte zu den Beratern von John Garang während der Verhandlungen zum Naivasha-Abkommen (CPA). Nach dem umfassenden Friedensabkommen für den Sudan wurde er zum Minister of Youth and Sport (2005–2008) und zum Minister of Petroleum, Energy and Mining (2008–2010) ernannt.
In den Wahlen 2010 konnte er sich in Akobo West nicht durchsetzen. Obwohl er keinen Sitz im Parlament erhielt, ernannte ihn Präsident Salva Kiir Mayardit zum Minister of Justice. Er behielt diesen Posten bis Juli 2013, als der Präsident die Regierung auflöste.
Als Minister of Justice hatte er entscheidenden Anteil am Entwurf der Verfassung des Südsudan, worin die Macht in den Händen des Präsidenten konzentriert wurde. Nach Ausbruch des Bürgerkrieges 2013 wurde er inhaftiert und zusammen mit neun anderen angeklagt, einen Umsturzversuch unternommen zu haben.
Der Vorwurf wurde später fallen gelassen und Jok wurde ins Exil nach Kenia geschickt. Nach einem Friedensvertrag mit der Regierung wurde er zum Minister of Transport und dann zum Minister of East African Affairs in der erneuerten Regierung der nationalen Einheit im März 2020 Revitalised Transitional Government of National Unity (RTGoNU).

## Tod
Jok starb in seinem Haus in Juba am 2. Juni 2020 im Alter von 68 Jahren.
Deng Bol, der Neffe, erzählte Radio Tamazuj, dass John Luk nach einem Herzinfarkt zu Hause verstarb. „Luk had also been ailing from high blood pressure and malaria. On Tuesday at around 3 am, his blood pressure went high.“ Eine Corona-Infektion wurde explizit ausgeschlossen.